# Anolis rivalis
Espèce
Synonymes
- Norops rivalis (Williams, 1984)

Anolis rivalis est une espèce de sauriens de la famille des Dactyloidae.

## Répartition
Cette espèce est endémique de Colombie.Elle se rencontre dans les départements de Chocó et d'Antioquia.

## Publication originale
- Williams, 1984 : New or problematic Anolis from Colombia. III. Two new semiaquatic anoles from Antioquia and Choco, Colombia. Breviora, no 478, p. 1-22 (texte intégral).